# Convolvulus trabutianus
Convolvulus trabutianus är en vindeväxtart som beskrevs av Georg August Schweinfurth och Muschler. Convolvulus trabutianus ingår i släktet vindor, och familjen vindeväxter. Inga underarter finns listade i Catalogue of Life.